# لاسلو سيلاجي
لاسلو سيلاجي (بالمجرية: Szilágyi László)‏ هو سياسي مجري، ولد في 29 أغسطس 1965 في نيرغهازا في المجر. حزبياً، نشط في LMP – Hungary's Green Party ‏. وقد انتخب عضو الجمعية الوطنية المجرية.